# Opera America
Opera America, ufficialmente OPERA America, è un'organizzazione di servizi che promuove la creazione, la presentazione e il godimento dell'opera negli Stati Uniti. Quasi tutte le compagnie operistiche professionali e alcune società semi-professionali degli Stati Uniti sono membri dell'organizzazione, comprese compagnie operistiche come la Metropolitan Opera, la San Francisco Opera, la Lyric Opera of Chicago, e la Dallas Opera.
Opera America comprende anche compagnie operistiche affiliate internazionali come il Theatro Municipal de São Paulo. Opera America ospita anche aziende, istituzioni educative, biblioteche, fondazioni, corporazioni e artisti operistici come cantanti e compositori. È anche la sede del New York Children's Opera Studio.
L'organizzazione è stata fondata nel 1970 ed è stata guidata dal Presidente e CEO Marc A. Scorca dal 1990.
Nell'aprile 2014, i consulenti di Opera America hanno lavorato con la San Diego Opera per sviluppare un piano per impedire la chiusura della società.